# Taxenbach
Taxenbach  ist eine Marktgemeinde mit 2808 Einwohnern (Stand 1. Jänner 2024) im Salzburger Land im Bezirk Zell am See  in Österreich. Sie war Sitz des Bezirksgerichts Taxenbach.

## Geografie
Die Gemeinde liegt im Pinzgau im Salzburger Land im mittleren Salzachtal am Ausgang des Rauriser Tals. Bis Ende 2002 gehörte die Gemeinde zum Gerichtsbezirk Taxenbach, seit 2003 ist sie Teil des Gerichtsbezirks Zell am See.

### Gemeindegliederung
Das Gemeindegebiet umfasst folgende 14 Ortschaften (Einwohner Stand 1. Jänner 2024):
- Brandenau (23)
- Eschenau (334)
- Großsonnberg (91)
- Gschwandtnerberg (173)
- Hasenbach (112)
- Höf (251)
- Högmoos (320)
- Hopfberg (47)
- Kleinsonnberg (130)
- Lacken (117)
- March (41)
- Taxberg (201)
- Taxenbach (880)
- Thannberg (88)

Die Gemeinde besteht aus den Katastralgemeinden Eschenau, Sonnberg, Taxenbach und Wolfbachthal.

### Nachbargemeinden
| Maria Alm am Steinernen Meer    | Dienten am Hochkönig                        | Goldegg im Pongau (JO) |
| Bruck an der Großglocknerstraße | Kompassrose, die auf Nachbargemeinden zeigt | Lend                   |
| Fusch an der Großglocknerstraße |                                             | Rauris                 |

## Geschichte
Spuren einer Niederlassung auf dem Schlossberg und Funde von Bronzereifen sowie von Tongeschirr zeigen, dass das Gebiet schon in der Bronzezeit besiedelt war. Die erste urkundliche Erwähnung Taxenbachs stammt aus dem Jahr 963. 1150 werden die Herren von „Tassinpach“ erwähnt, der erste Hinweis auf eine Burg in Taxenbach. Im Bauernkrieg von 1525 bis 1526 gegen die Waldordnung des Erzbischofs Matthäus Lang von Wellenburg ging die Burg in Flammen auf. 1778 erfolgte die Errichtung des Pflegeamtes, welches später als Bezirksgericht fortgeführt, mit 31. Dezember 2002 jedoch endgültig aufgelassen wurde. 1850 entstand die heutige politische Gemeinde. Im Jahr 1938 erfolgte die Eingemeindung von Eschenau.

## Kultur und Sehenswürdigkeiten

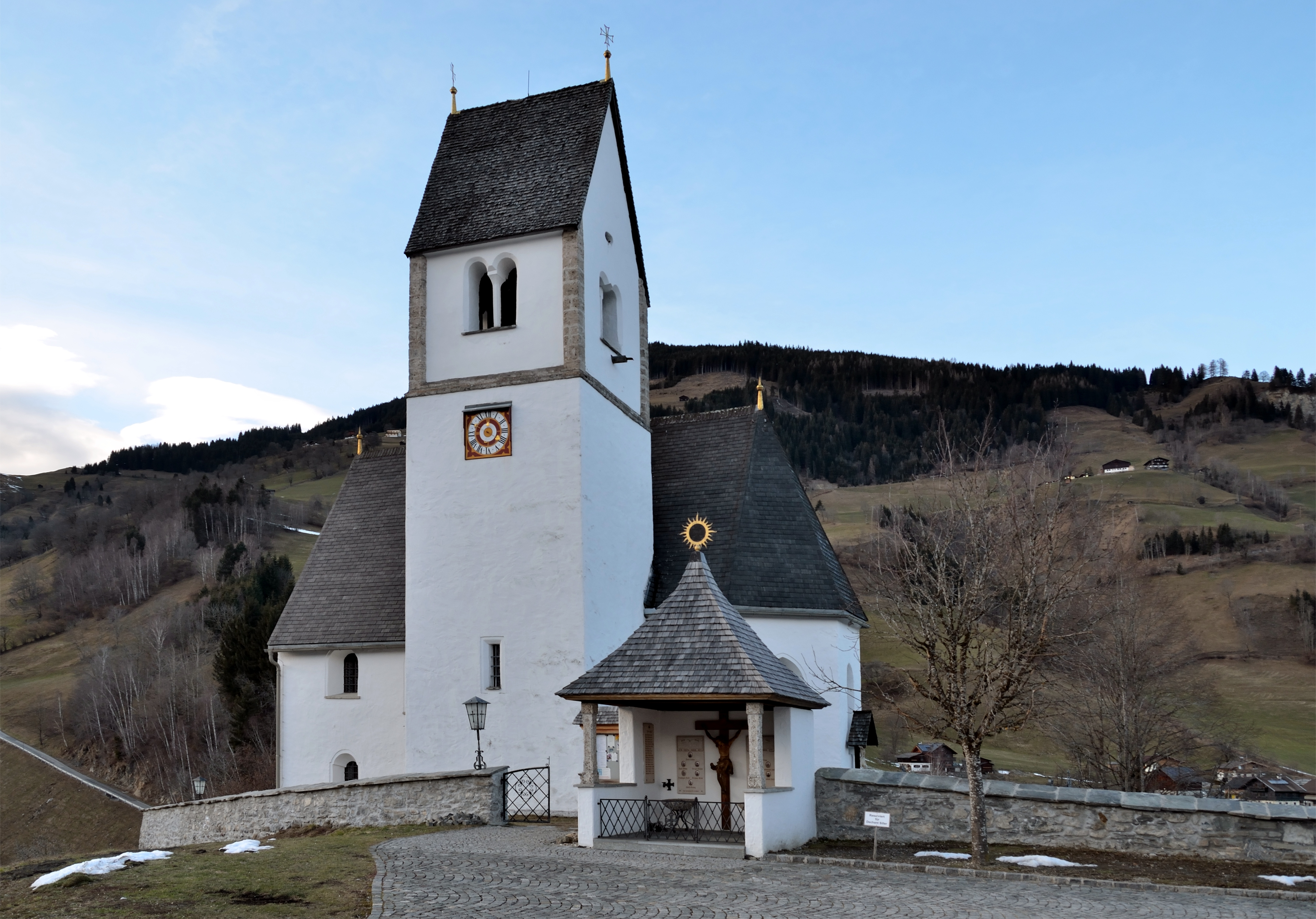
Pfarrkirche Eschenau

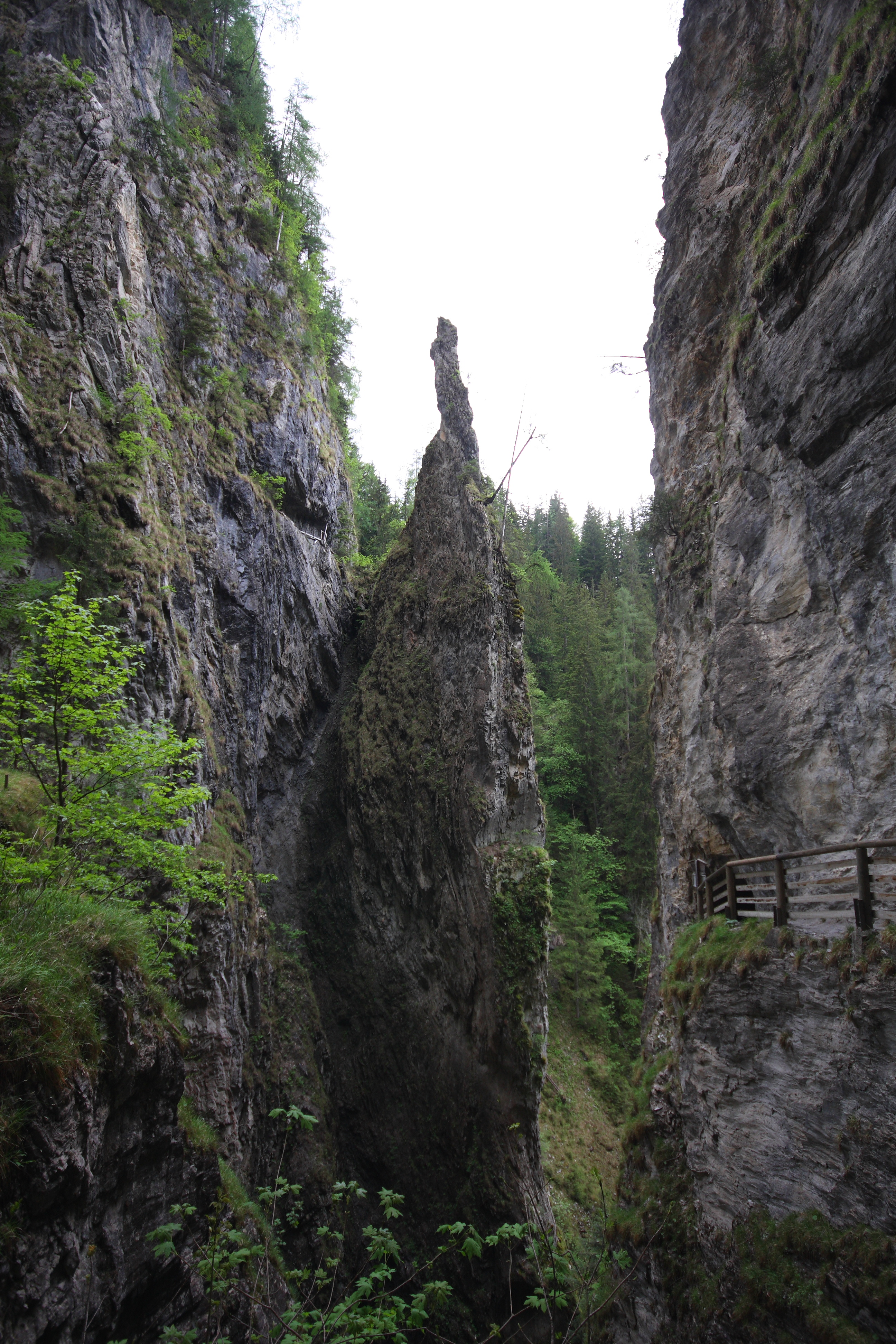
Kitzlochklamm

- Katholische Pfarrkirche Eschenau hl. Margaretha
- Katholische Pfarrkirche Taxenbach hl. Andreas
- Penninghof
- Edtburg
- Burgruine Taxenbach
- Kitzlochklamm mit Klettersteigen verschiedener Schwierigkeitsgrade

## Wirtschaft und Infrastruktur
Land- und Forstwirtschaft, Tourismus, öffentlicher Dienst und Holzhandel sind die wichtigsten Erwerbsquellen. Durch Taxenbach führen zwei österreichische Weitwanderwege, der Zentralalpenweg 02 (Hainburg an der Donau – Feldkirch) sowie der Rupertiweg 10 (Böhmerwald – Karnische Alpen).
Nicht unerwähnt bleiben soll das interessante Wasserkraftwerk der SAG Aluminiumwerke Lend am Ausgang der Kitzlochklamm.
Dort befinden sich ein historischer horizontalachsiger Peltonmaschinensatz der Firma Oerlikon aus dem Jahre 1902, eine moderne vertikalachsige Peltonturbine aus dem Jahre 2004 und als leistungsstärkste Einheiten zwei vertikalachsige Francisturbinensätze aus dem Jahre 1954.

### Bildung
- Volksschule Taxenbach, Volksschule Högmoos, Hauptschule Taxenbach, Polytechnische Schule Taxenbach, Sonderpädagogisches Zentrum Högmoos
- Bis zum Schuljahr 2013/2014 gab es in Eschenau eine am Ende noch einklassige Volksschule.[4]

## Politik

### Gemeinderat
| Gemeinderatswahl 2024Wahlbeteiligung: 76,0 % 6050403020100 44,8 % (−9,3 %p)44,2 % (+7,5 %p)11,0 % (+1,8 %p) ÖVPSPÖFPÖ20192024 |

Die Gemeindevertretung hat insgesamt 19 Mitglieder.
- Mit den Gemeindevertretungs- und Bürgermeisterwahlen in Salzburg 2004 hatte die Gemeindevertretung folgende Verteilung: 11 ÖVP, 7 SPÖ, und 1 FPÖ.
- Mit den Gemeindevertretungs- und Bürgermeisterwahlen in Salzburg 2009 hatte die Gemeindevertretung folgende Verteilung: 11 ÖVP, 6 SPÖ, und 2 FPÖ.[5]
- Mit den Gemeindevertretungs- und Bürgermeisterwahlen in Salzburg 2014 hatte die Gemeindevertretung folgende Verteilung: 10 ÖVP, 7 SPÖ, und 2 FPÖ.[6]
- Mit den Gemeindevertretungs- und Bürgermeisterwahlen in Salzburg 2019 hatte die Gemeindevertretung folgende Verteilung: 11 ÖVP, 7 SPÖ, und 1 FPÖ.[7]
- Mit den Gemeindevertretungs- und Bürgermeisterwahlen in Salzburg 2024 hat die Gemeindevertretung folgende Verteilung: 9 ÖVP, 8 SPÖ und 2 FPÖ.[8]

|  | Hier fehlt eine Grafik, die leider im Moment aus technischen Gründen nicht angezeigt werden kann. Wir arbeiten daran! |

### Bürgermeister
- 1988–1993 Sebastian Bachler (ÖVP)[9]
- 1993–2018 Franz Wenger (ÖVP)[10]
- seit 2018 Johann Gassner (ÖVP)[11]

### Wappen
Das Wappen der Gemeinde ist: „Auf grünem, von einem Bach durchflossenen Berg in Blau eine Burg, aus der der heilige Andreas mit grünem Kleide und rotem Mantel, links ein Buch, rechts das Kreuz haltend, hervorwächst.“

## Persönlichkeiten
- Peter Radacher (1910–2006), Skisportler
- Andreas Schlick (1944–1972), Bergsteiger
- Aloisia Fischer (* 1954), Politikerin (ÖVP) und Landwirtin
- Josef Egger (* 1959), Politiker (NEOS)